# NGC 7529
NGC 7529 (другие обозначения — PGC 70755, UGC 12431, MCG 1-59-14, ZWG 406.24, KUG 2311+087) — галактика в созвездии Пегас.
Этот объект входит в число перечисленных в оригинальной редакции «Нового общего каталога».